# آسلیک انگمارک
آسلیک انگمارک (انگلیسی: Åsleik Engmark; ۲۷ دسامبر ۱۹۶۵ – ۱۲ فوریهٔ ۲۰۱۷) کمدین، هنرپیشه، خواننده، کارگردان و نویسنده صحنه اهل نروژ بود.